# Промомед
ГК «Промомед» — российская фармацевтическая компания, занимающаяся разработкой, производством, исследованиями и дистрибуцией лекарственных средств. Основная производственная площадка компании — завод «Биохимик» в Саранске. В 2025 году компания заняла седьмое место в рейтинге Forbes «20 лучших фармпроизводителей России». 

## История
«Промомед» был основан в 2005 году. Изначально планировалось, что компания будет заниматься проведением клинических исследований и маркетинговым продвижением лекарств на заказ.
Первым препаратом компании стал «Неосмектин».
В 2007 году компания выпускает препарат для борьбы с ожирением «Редуксин».
В 2012 году «Промомед» совместно с ФГБУ «Эндокринологический научный центр» и Российской ассоциацией эндокринологов организует крупнейшее в мире наблюдательное исследование по проблемам ожирения, объединившее 100 тыс. пациентов и 3 тыс. врачей из 142 городов России.
В 2015 году ГК «Промомед» приобретает АО «Биохимик», в том же году запускается современный участок по производству таблеток и капсул.
В 2017 году компания инвестировала 500 млн руб. в создание научного центра разработки и производства новых видов антибиотиков. Производство было открыто в 2018 году.
В том же году впервые в России разработана субстанция антибиотика «Ванкомицин», налажено производство полного цикла от штамма-продуцента до готового препарата.
В 2018 году открыто представительство компании во Вьетнаме.
В 2020 году ГК «Промомед» зарегистрировала препарат от COVID-19 на основе молекулы фавипиравира «Арепливир».
В том же году компания разместила на Московской бирже облигации на сумму 1 млрд. руб.
В июле 2021 года состоялся повторный выпуск облигаций на сумму 1,5 млрд. руб. Средства планировалось направить на техническое переоснащение завода и клинические исследования препаратов. Позже в том же году компания увеличила объем программы облигаций до 5 млрд. руб.
В августе 2021 года между ГК «Промомед» и Министерством инвестиций Кыргызской Республики был заключен меморандум о сотрудничестве в сфере поставок медикаментов и обмена технологиями.
В феврале 2022 года Минздрав России зарегистрировал препарат от коронавируса на основе молнупиравира «Эсперавир».
В этом же месяце препараты «Промомед» вошли в новые рекомендации Минздрава России по профилактике и лечению COVID-19.
В апреле 2022 года Минздрав России зарегистрировал еще один препарат компании от COVID-19 «Скайвира».
В августе 2022 года ООО «Промомед ДМ» успешно разместило третий выпуск биржевых облигаций на 2,5 млрд рублей.
В октябре 2022 года ГК «Промомед» опубликовала первый в своей истории ESG-отчет (экологическое, социальное и корпоративное управление).
В июне 2023 года  на XXVI Петербургском международном экономическом форуме руководитель Департамента инвестиционной и промышленной политики Правительства Москвы Владислав Овчинский и председатель совета директоров Пётр Белый подписали договор между Правительством Москвы и ГК «Промомед» о создании на территории особой экономической зоны (ОЭЗ) «Технополис Москва» исследовательского центра (площадка «Печатники») и производства биотехнологических продуктов (площадка «Алабушево»).
В июле 2024 года компания ПАО «Промомед» провела IPO на Московской бирже. Было размещено 12,5 млн акций по 400 руб. (что соответствует верхней границе объявленного ценового диапазона -  375-400 руб./акция). Объем размещения составил около 6 млрд руб. Институциональные инвесторы выкупили 82,5% от объема IPO, розничные - 13,9%, ещё 3,6% получили ключевые топ-менеджеры, сотрудники и партнеры компании. По результатам IPO рыночная капитализация компании составит 85 млрд руб., крупнейший акционер Пётр Белый сохранит за собой контролирующую долю в её уставном капитале.

## Деятельность
ГК «Промомед» занимается производством эндокринологических, ревматологических, неврологических, противовирусных, антибактериальных и других групп препаратов.
В портфеле компании по состоянию на 2021 год было более 180 наименований лекарств, 80 % которых входят в перечень жизненно важных лекарственных средств. К 2023 году портфель вырос до 250 наименований лекарств, доля жизненно важных лекарственных средств не изменилась и осталась на уровне 80 %.
В 2020 году была запущена программа по бесплатному предоставлению лекарств для лечения медиков от коронавируса «Арепливир врачам».
В 2023 году  на XXVI Петербургском международном экономическом форуме компании «Промомед Рус» был вручён сертификат «Сделано в России», подтверждающий качество и конкурентоспособность продукции.
Осенью 2023 года «Промомед» анонсировал выпуск первых в России импортозамещающих препаратов от сахарного диабета и ожирения группы глутидов — «Энлигрия», «Квинлиро» (международное название — лираглутид) и «Квинсента» (международное название — семаглутид). В декабре 2023 года Правительство РФ выдало компании принудительную лицензию на выпуск аналогов международного препарата семаглутид, разрешив его выпуск без согласия владельца патента на оригинальный препарат «Оземпик» — датской компании Novo Nordisk. Одновременно эти препараты были введены в гражданский оборот, их выпускает предприятие «Медсинтез» в Свердловской области, а субстанцию для них производит завод «Биохимик».
В июне 2024 года компания «Промомед» выпустила первую промышленную серию субстанции нилотиниба для лечения хронического миелоидного лейкоза. Производство полного цикла организовано на заводе «Биохимик» в Саранске. Препарат является аналогом «Тасигны» компании Novartis и включён в перечень ЖНВЛП..
В июле 2024 года компания «Промомед» локализовала полный цикл производства препарата «Ривароксабан» на заводе «Биохимик» в Саранске. Препарат применяется для профилактики тромбозов и других сердечно-сосудистых заболеваний. Является аналогом препарата «Ксарелто» компании Bayer, патент на который истекает в декабре 2024 года. 
Осенью 2024 года компания вывела на рынок еще один препарат с семаглутидом для лечения избыточного веса и ожирения под торговым наименованием «Велгия», который является альтернативой Wegovy — не зарегистрированному в России лекарству датской компании Novo Nordisk с тем же действующим веществом. Содержание семаглутида в «Велгии» увеличено до 2,4 мг на одну дозу (у «Квинсенты» — 1,0 мг/доза), что обусловлено её направленностью именно против ожирения. Препарат полностью локализован и будет производиться на заводе «Биохимик» по собственной технологии из синтезируемой там же субстанции. Информация о досрочном завершении процедуры регистрации этого лекарственного препарата вызвала краткосрочный рост котировок акций ПАО «Промомед» на Московской бирже на 5%.
В ноябре 2024 года «Промомед» и Российское общество клинической онкологии (RUSSCO) подписали меморандум о сотрудничестве в сфере исследований и разработки препаратов для лечения онкологических заболеваний.
В декабре 2024 года компания «Промомед» получила сертификат соответствия требованиям GMP ЕАЭС на производство ветеринарных препаратов. Документ даёт право на упрощённую регистрацию продукции и её поставку на рынки России и стран ЕАЭС.
В январе 2025 года компания зарегистрировала препарат «Тирзетта» (тирзепатид), предназначенный для лечения сахарного диабета II типа и ожирения. Препарат реализован на производственной площадке завода «Биохимик». Зарубежный аналог — препарат «Mounjaro» (Eli Lilly) — на территории России не зарегистрирован.
В январе 2025 года компания сообщила о выходе на фармацевтический рынок Ирака. Завод «Биохимик», входящий в состав компании, прошёл аудит Министерства здравоохранения Ирака и получил сертификат соответствия требованиям GMP. Это позволило компании начать процедуру регистрации и поставок в Ирак порядка 300 наименований лекарственных препаратов.

### Производство
Основной производственной площадкой ГК «Промомед» является саранский завод медицинских препаратов «Биохимик», приобретенный группой компаний в 2015 году.
Небольшая часть препаратов (включая «Арепливир») производилась также в 2021 году на мощностях ООО «Озон».
Летом 2023 года ГК «Промомед» подписала с Правительством Москвы договор о создании в Москве фармацевтического производства для выпуска новейших фармпрепаратов в рамках фармацевтического кластера ОЭЗ «Технополис „Москва“», в том числе и в порядке замещения импортных лекарств. Оно будет включать исследовательский центр, который построят на площадке «Печатники», и опытное производство, которое построят в Алабушеве. Под строительство выделено 3,2 га, в проект инвестируется 4,3 млрд руб, будет создано более 400 рабочих мест. Годовая мощность первого этапа опытно-производственного участка составит около 250 тыс флаконов. На первом этапе на новой площадке планируется наладить производство аналогов технологически сложных зарубежных препаратов для лечения критических заболеваний, а на втором начнётся разработка и выпуск оригинальных отечественных биопрепаратов.

### Финансовые показатели
Выручка ООО «Промомед ДМ» (занимается оптовой торговлей лекарствами компании) в 2020 году составила 12,2 млрд руб., чистая прибыль — 333,7 млн руб.
По итогам 2021 года выручка «Промомед ДМ»  увеличилась в 2,4 раза до 29,6 млрд руб, чистая прибыль выросла в 2,1 раза до 687,1 млн руб.
В 2022 году основные финансовые показатели «Промомед ДМ» несколько снизились — выручка на 37,6 % (до 18,4 млрд руб.), чистая прибыль — на 4,0 % (до 659,5 млн руб.).

### Рейтинги
В 2020 году рейтинговое агентство «Эксперт РА» присвоило ООО «Промомед ДМ» рейтинг кредитоспособности на уровне «ruBBB+», прогноз «стабильный». В ноябре 2021 года рейтинг был повышен до «ruA-», в 2022-2025 годах рейтинг подтверждался без изменения прогноза.

### Образование и подготовка кадров
ГК «Промомед» совместно с МГУ им. Огарёва открыла кафедру профессиональной подготовки по направлению «Химическая технология синтетических и биологических активных веществ». При поддержке группы в Институте физики и химии, входящем в МГУ, открыты две учебные лаборатории — технологии лекарственных средств (2019) и синтеза активных фармацевтических субстанций (2021).
В 2022 году «Промомед» подписал на XXV Петербургском международном экономическом форуме соглашения о сотрудничестве с четырьмя российскими вузами — Российским химико-технологическим университетом им. Менделеева, Московским государственным медико-стоматологическим университетом им. Евдокимова, Мордовским государственным университетом им. Огарева и Санкт-Петербургским государственным химико-фармацевтическим университетом. Эти соглашения предусматривают участие ГК «Промомед» в учебном процессе, проведение совместных исследований в области биотехнологий, выпускников вузов планируется распределять на работу на предприятия группы.
В ноябре 2024 года компания «Промомед» запустила образовательный проект «Будущий биохимик» для школьников Республики Мордовия. Программа включает онлайн-курс по профильным предметам, практику на производстве и профориентационные мероприятия. В январе 2025 года проект был представлен председателю Совета Федерации Валентине Матвиенко..
Родился в 1972 году в Москве, окончил Московский государственный медико-стоматологический университет. Защитил докторскую диссертацию по специальности «внутренние болезни» и «инфекционные болезни», доктор медицинских наук. В марте 2021 года награждён орденом Пирогова за заслуги в области производства лекарственных препаратов. Стал лауреатом премии журнала Vademecum «Персона года» за 2022 год в номинации «Предприниматель Фарма»

### Устойчивое развитие
В группе принята и реализуется ESG-стратегия. Осенью 2022 года группа выпустила первый ESG-отчёт (за 2021 год).
В феврале 2025 года компания «Промомед» выступила партнёром всероссийской премии «Будем жить!», организованной Ассоциацией онкологических пациентов «Здравствуй!». Церемония награждения состоялась 1 февраля 2025 года в Москве. Компания была отмечена за участие в обеспечении пациентов онкологическими препаратами.

## Собственники и руководство
Основатель и основной акционер ГК «Промомед» — Пётр Белый (председатель совета директоров).

## АО «Биохимик»
Завод был организован на основании Постановления Совета Министров СССР от 5 марта 1952 года как Саранский завод медицинских препаратов. Пуск первой очереди завода состоялся 5 ноября 1959 года, завод выпускал первые в СССР антибиотики пенициллинового ряда. В 1987 году завод был преобразован в Саранский комбинат медицинских препаратов.
В соответствии с Указом Президента РФ «Об организационных мерах по преобразованию государственных предприятий, добровольных объединений в акционерные общества» № 721 от 1 июня 1992 года Саранский комбинат медицинских препаратов был преобразован в открытое акционерное общество (ОАО) «Биохимик» (с 1 сентября 2014 — АО). Производственный комплекс АО «Биохимик» занимает площадь в 22 га.
В 2016 на базе предприятия был создан НПЦ «Антибиотики».
На предприятии функционируют пять цехов, специализирующихся на выпуске препаратов в различных лекарственных формах.
Ежегодно на предприятии выпускают до 100 миллионов флаконов антибиотиков различных групп.
В августе 2022 года Экспертный совет Фонда развития промышленности (ФРП) одобрил выдачу АО «Биохимик» займа (кредита) в 2 млрд руб для организации выпуска лекарственных препаратов, в том числе — для лечения онкологических заболеваний.
В ноябре 2022 года глава Мордовии Артём Здунов в ходе ежегодного послания Госсобранию республики сообщил, что общий объём инвестиций в АО «Биохимик» в 2023-2027 годов оценивается в 20 млрд руб.
В декабре 2022 года был пущен в эксплуатацию новый цех по производству таблеток мощностью до 1 млрд таблеток ежегодно. Инвестиции в этот проект превысили 1,8 млрд руб..
30 марта 2023 года Президент РФ Владимир Путин открыл по видеосвязи три новых фармацевтических производства в России, в числе которых был новый участок завода «Биохимик». Новое производство будет выпускать 130 наименований препаратов (по другим данным — 150) против сердечно-сосудистых, онкологических заболеваний и ВИЧ, а также противовоспалительные средства и миорелаксанты. Годовой объём выпуска на новых линиях — 340 тонн лекарств в год, объём инвестиций в производство составил более 3,7 млрд руб..
АО «Биохимик», как и вся группа «Промомед», активно сотрудничает с учебными заведениями. В апреле 2022 года было подписано соглашение о сотрудничестве между заводом и двумя средними учебными заведениями Саранска, направленное на подготовку кадров для предприятия.
В 1994 году при поддержке ОАО «Биохимик» был создан футбольный клуб «Биохимик-Мордовия», просуществовавший до 2004 года и преобразованный в 2005 году в футбольный клуб «Мордовия».

## Достижения и признание
- Препараты «Редуксин Форте» и «Арепливир» были признаны победителями в своих категориях на премии «Инновационный продукт 2021 года»[106];
- В 2021 году входящий в состав ГК «Промомед» производственный комплекс «Биохимик» занял 6-е место в рэнкинге ведущих российских фармпроизводителей по версии Forbes[107];
- В 2022 году «Промомед» стал победителем в конкурсе «50 легендарных брендов нашей страны» в номинации «Новые легенды»[108];
- В этом же году завод «Биохимик» группы «Промомед» был назван лучшим среди промышленных предприятий региона и вновь завоевал переходящее Красное знамя[109];
- В октябре 2022 года «Эсперавир» занял первое место в категории «Лучший лонч рецептурного препарата в сегменте бюджетных продаж в 2021 году» на IQVIA RX And Consumer Health Awards[110].
- В мае 2023 года «Промомед» победил в конкурсе РСПП «Лидеры российского бизнеса: динамика, ответственность, устойчивость – 2022» в номинации «За динамичное развитие бизнеса»[111].
- В декабре 2024 года препарат «Энлигрия» компании «Промомед» вошёл в число лауреатов премии IQVIA Awards в категории «Лучший лонч локального бренда». Это первый российский препарат из группы агонистов рецепторов GLP-1, применяемый при диабете 2 типа и ожирении[112].
- В 2024 году препарат «Моделакс-Н» компании «Промомед» получил премию Smartpharma Awards в номинации «Лучшее российское слабительное средство в форме микроклизм». Победитель был определён по результатам голосования специалистов аптечной отрасли, в котором приняли участие более 28 500 человек[113].
- В 2024 году компания стала лауреатом всероссийского конкурса Российского союза промышленников и предпринимателей (РСПП) «Флагманы бизнеса: динамика, ответственность, устойчивость» в номинации за высокотехнологичный проект в фармацевтической отрасли[114].

## Судебные разбирательства

### Судебные тяжбы с Eisai
В ноябре 2022 года компания «Промомед» подала иск в Суд по интеллектуальным правам (СИП) с требованием отменить продление российского патента на препарат для онкотерапии эрибулин (торговая марка Халавен). Патент японской компании Eisai на этот препарат № 2245335  истекает 16 июня 2024 года. Eisai подала в феврале 2023 года встречный иск, в котором требовала от Минздрава РФ аннулировать регистрационное удостоверение и запретить «Промомеду» и АО «Биохимик» производство и реализацию дженерика Эрибулин-Промомед, который был зарегистрирован в июле 2022 года и в первом полугодии 2023 занял 11 % рынка госзаказа. По мнению экспертов, японская компания — при наличии параллельного спора и с учётом сроков рассмотрения подобных исков — не сможет получить решений в арбитражных судах до истечения срока патента, а затем любые требования по аннулированному патенту будут недействительны.
Генеральный директор компании «Промомед» Александр Ефремов в сентябре 2023 года заявил, что вопрос с производителем оригинального препарата решается «в положенных для этого инстанциях» и что компания не видит угроз для стабильного снабжения пациентов этим препаратом.
11 февраля 2025 года Арбитражный суд города Москвы отказал компании Eisai в удовлетворении иска к «Промомеду». В мае 2025 года в Девятом арбитражном апелляционном суде компания Eisai отказалась от исковых требований, после чего производство по делу было прекращено.

### Патентный спор с «Фармновации»
В июне 2021 года Промомед подал заявление о регистрации дженерика препарата «Кларуктам», который был зарегистрирован в 2017 ООО «Фармновации». В сентябре 2022 года «Фармновации» подала иск к Минздраву РФ с требованием признать незаконным решение о регистрации этого дженерика, поскольку срок действия её патента на препарат на тот момент ещё не истёк. После ряда судебных разбирательств в августе 2023 года Девятый арбитражный апелляционный суд встал на сторону ООО «Фармновации» и постановил аннулировать регудостоверение на препарат ГК «Промомед» Цефотаксим+сульбактам – дженерик антибиотика «Кларуктам» от «Фармноваций». Однако в сентябре 2023 года суд кассационной инстанции отменил это постановление апелляционного суда и признал регистрацию лекарственного средства Цефотаксим+Сульбактам ООО «Промомед РУС» законной, а требования ООО «Фармновации» - не подлежащими удовлетворению.. Верховный Суд Российской Федерации оснований не согласиться с выводами кассационного суда не усмотрел и в передаче кассационной жалобы ООО «Фармновации» для рассмотрения Судебной коллегии по экономическим спорам было отказано..

### Судебные тяжбы с Bayer
В августе 2024 года немецкая фармацевтическая компания Bayer подала в Арбитражный суд Москвы иск к Промомед из-за выпуска в оборот аналога лекарства «Ксарелто». Ответчиками по иску выступают ООО «Промомед Рус», АО «Биохимик» и АО «Биопрепарат». Bayer требовала выплатить ей денежную компенсациию в размере 12,6 млн руб. и принять обеспечительные меры, в частности запретить ответчикам самостоятельно или через третьих лиц реализовывать на госзакупках препарат под торговым названием «Ривароксабан», являющийся аналогом «Ксарелто». В обеспечительных мерах компании Bayer судом было отказано. 

## Критика
По сообщениям СМИ от 2018 года, антибиотик «Ванкомицин», выпускающийся компанией, производился из импортной субстанции, в то время как компания утверждала, что организует полный цикл производства от штамма-продуцента.
«Арепливир» критиковался за высокую цену, после включения «Фавипиравира» в список жизненно необходимых и важнейших лекарственных препаратов цена на него была снижена.
В 2023 году ООО «ПРОМОМЕД ДМ» было оштрафовано за нарушение рекламного законодательства. Поводом послужила жалоба АО «Фармстандарт» на рекламу лекарственного препарата «Амбене био», распространявшуюся в виде листовок на XVII Национальном конгрессе терапевтов и гарантировавшую положительное действие и эффективность при лечении остеоартрита.